# Confoederatio cum principibus ecclesiasticis
Confoederatio cum principibus ecclesiasticis (slovensko Sporazum s cerkvenimi knezi) z datumom 26. april 1220 je bil odlok svetega rimskega cesarja Friderika II., s katerim je podelil privilegije nemškim škofom v zameno za njihovo podporo pri izvolitvi njegovega sina Henrika VII. za kralja. Sporazum je bil pomemben pravni akt Svetega rimskega cesarstva, ki so ga uredniki Monumenta Germaniae Historica prišteli med njegove ustavne dokumente.
Friderik II. se je s tem zakonom v korist duhovščine odrekel številnim pomembnim kraljevim pravicam (regalije). Škofje so, med drugim, dobili pravico do kovanja svojega denarja, zaračunavanja mitnin v nemškem delu Svetega rimskega cesarstva ter gradnje utrdb. Pridobili so pravico do lastnih sodišč v svojih gospostvih in do kraljeve ali cesarjeve pomoči pri izvrševanju tam izrečenih kazni. Obsodba na cerkvenih sodiščih je samodejno pomenila tudi obsodbo in kazen  na  kraljevih ali cesarskih sodiščih. Razglasitvi izobčenja s strani cerkvenega sodišča je vedno sledila obsodba kralja ali cesarja o izobčenju.
Kasnejši cesarski Statutum in favorem principum (Statut v korist knezov) je podobne koncesije podelil posvetnim ali laičnim knezom. Oba odloka sta izjemno povečala moč in vpliv duhovnih deželnih knezov in mest v primerjavi s cesarjem. Friderikov cilj je bil imeti cesarstvo severno od Alp varno in pod neposredno oblastjo knezov, kar bi mu omogočilo, da se osredotoči na južni del cesarstva. 

## Vira
- Zippelius, Reinhold. Kleine deutsche Verfassungsgeschichte, 7th ed. Munich: 2006, ISBN 978-3-406-47638-9.
- Dietmar Willoweit: Deutsche Verfassungsgeschichte. Vom Frankenreich bis zur Wiedervereinigung Deutschlands. 5. erweiterte und um eine Zeittafel und einen Kartenanhang ergänzte Auflage. Beck, München 2005, ISBN 3-406-52637-3, (Juristische Kurz-Lehrbücher), § 10 II 2.